# Абу Ибрагим аль-Хашеми аль-Кураши
Абу́ Ибраги́м аль-Хашеми́ аль-Кураши́, также аль-Курейши́ (араб. أبو إبراهيم الهاشمي القرشي‎) (1 или 5 октября 1976 — 3 февраля 2022) — международный террорист, халиф Исламского государства с 31 октября 2019 по 3 февраля 2022 года. Его назначение Советом Шуры было объявлено СМИ ИГ, менее чем через неделю после смерти Абу Бакра аль-Багдади.

## Имя и личность
Мало что известно о аль-Хашеми, но его нисба, аль-Кураши, предполагает, что он, как и аль-Багдади, возводит свою родословную к племени Мухаммеда, «из курайшитов», позиция, которая предполагает легитимность в некоторых кругах. Считается, что имя аль-Хашеми является псевдонимом, а его настоящее имя неизвестно. Существует предположение, что аль-Хашеми — это Абдулла Кардаш или Амир Мухаммад Саид Абдал-Рахман аль-Маула. Рита Кац, директор SITE Intelligence Group, считает, что маловероятно, что ИГ «выпустит какие-либо видеовыступления этого нового лидера или хотя бы те, которые показывают его лицо». Тем не менее 1 ноября 2019 года президент Соединённых Штатов Дональд Трамп заявил в социальных сетях, что правительство Соединённых Штатов установило подлинную личность аль-Хашеми. 

## Биография
Согласно ИГ, аль-Хашеми является ветераном борьбы против западного мира, будучи религиозно образованным и опытным полководцем. Он был описан как «учёный, рабочий, почитатель», «видная фигура в джихаде» и «эмир войны».

### Лидер ИГ
Менее чем через неделю после смерти Абу Бакра аль-Багдади аль-Хашеми был избран Советом Шуры в качестве нового халифа ИГ что указывало на то, что группа по-прежнему считала себя халифатом, несмотря на то, что потеряла всю свою территорию в Ираке и Сирии. Назначение аль-Хашеми было предположительно сделано в соответствии с «советом» аль-Багдади, то есть новый эмир был назван преемником самим аль-Багдади. Ещё одно доказательство того, что аль-Хашеми мог быть назначен преемником аль-Багдади, вытекало из сравнительно быстрой преемственности аль-Багдади. Приход аль-Хашеми к власти последовал после нескольких дней спекуляций и отрицания смерти аль-Багдади среди сторонников ИГ.
Хотя будущее ИГ при аль-Хашеми было неясно, наблюдатели полагали, что аль-Хашеми станет «лидером истощённой организации, которая превратилась в разбросанные спящие ячейки» и правителем «халифата пепла». Некоторые аналитики полагали, что смерть аль-Багдади, скорее всего, приведёт к расколу ИГ, «оставив тому, кто станет его новым лидером, задачу объединить группу в качестве боевой силы». Однако другие аналитики считали, что смерть аль-Багдади не повлияет на ИГ «с точки зрения оперативных возможностей» и что это, скорее всего, «не приведёт к гибели группы и даже не приведёт к снижению её активности».
В конце мая 2020 года иракская разведка сообщала о том, что ей удалось задержать аль-Хашеми, но позже оказалось, что задержанным был Абдулла Кардаш.

### Смерть
3 февраля 2022 года президент США Джо Байден заявил, что аль-Хашеми «был устранён с поля боя» в результате операции американского спецназа в сирийской мухафазе Идлиб. Американские военные прибыли на вертолётах, осадив дом в районе города Атма близ границы с Турцией. В ходе операции террорист убил сам себя подрывом бомбы, из-за чего погибло ещё 12 человек, в том числе его семья.